# Поки цвіте папороть
Поки цвіте папороть (рос. Пока цветёт папоротник) — російський телесеріал, пригодницька комедія з елементами фентезі. Прем'єра серіалу відбулася 1 жовтня 2012 року на телеканалі СТС. 14 жовтня 2012 року відбулася прем'єра серіалу на каналі «Україна».

## Сюжет
Кирило Андрєєв живе в Москві разом зі своєю молодшою сестрою Сашею і працює журналістом у жовтій газеті «Секретна правда». Одного разу його колега-фотограф привозить йому в подарунок амулет, який виявляється чарівним. За допомогою амулета Кирило несподівано для самого себе потрапляє на Алтай. Саша відправляється рятувати брата.
За збігом обставин вони зустрічаються на березі Катуні з Лікою, її другом Артуром, Раїсою і її племінниками Денисом і Максимом. Незабаром Кирило дізнається, що він — «присвячений» і повинен за допомогою амулета і квітки папороті закрити врата в паралельний світ умбри, де мешкає всяка нечисть. Щоб виконати місію, Кирилу і його новоспеченим друзям належить важка боротьба з силами зла.

## У ролях
- Олександр Петров — Кирило Андрєєв, брат Саші, журналіст газети «Секретна правда»
- Світлана Суханова — Олександра Андрєєва, сестра Кирила, актриса театру
- Тетяна Орлова — Раїса Тарасова (тітка Рая), тітка Макса і дині, працює кухарем в їдальні
- Роман Курцин — Денис Сергійович Стрільців, брат Макса, племінник Раїси
- Павло Крайнов — Максим Стрільців, брат Дениса, племінник Раїси; лікар за професією
- Дмитро Бедарєв — Ігор Борисович Князєв, бізнесмен
- Алла Подчуфарова — Ліка Ізмайлова, подруга Артура, студентка; дівчина Ігоря, потім кохана Дениса
- Олексій Васильєв — Артур Сташко, друг Лікі
- Залім Мірзоєв — Аржан, старець, що протистоїть силам зла
- Маріанна Шульц — Марія Некрасова, сусідка Ленки і Свєтки, помічниця Аржана
- Юлія Самойленко — Агапа, дочка чаклуна
- Олександр Мезенцев — Чаклун, батько Агапи
- Олена Ніколаєва — Олеся Мурашова / Поліна Мурашова, сестра-близнюк Олесі
- Максим Важов — Лёнька
- Олена Кутирьова — Свєтка, сестра Льоньки
- Сергій Майоров — Олександр Йосипович, начальник Кирила, редактор газети «Секретна правда»
- Віра Васильєва — Надія Ігорівна, бабуся Ігоря Князєва
- Вадим Цаллаті — Тамаз, ватажок слідопитів
- Олексій Лосіхін — Стінг, слідопит

## Історія створення
Зйомки серіалу проходили на Алтаї. За чотири місяці, з липня по листопад 2011 року, знімальна група проекту здійснила подорож як мінімум в 20 000 км, щоб відобразити пейзажі Гірського Алтаю, від природного заповідника Чуй-Оози до села Онгудай.
Роль Раїси Тарасової спеціально писалася для актриси Тетяни Орлової.

## Нагороди та номінації
- 2 номінації на премію «Телезірка-2012» — «Улюблений серіал. Новинки» і «Улюблена актриса» (Тетяна Орлова)[4].
- Номінація на III щорічної російської кінопремії в жанрі жахів «Крапля-2012» в номінації «Кращий вітчизняний хоррор року»[5]

## Рейтинг серіалу
Серіал успішно стартував в ефірі каналу СТС. За перший тиждень показу в слоті 21:00-22:00 посів друге місце в аудиторії 6-54 з часткою 15,0% і випередив «Перший канал», «Росію-1» і ТНТ, програвши тільки НТВ з кримінальним серіалом «Карпов». В'ячеслав Муругов назвав серіал «великою телевізійною перемогою».

## Продовження серіалу
У 2019 році на СТС вийшло продовження телесеріалу під назвою «Біловоддя. Таємниця загубленої країни».